# Alfred Tysoe
Alfred Ernest Tysoe (ur. 21 marca 1874 w Padiham, zm. 26 października 1901 w Blackpool) – brytyjski lekkoatleta, dwukrotny mistrz olimpijski.

## Przebieg kariery

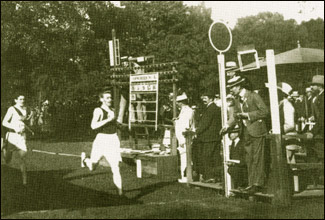
Tysoe zdobywa mistrzostwo olimpijskie na 800 m (1900)

Urodzony w Padiham, niewielkiej wiosce niedaleko Burnley, Tysoe pracował jako robotnik rolny. Pierwsze sukcesy w biegach lekkoatletycznych zanotował w 1896, kiedy wygrał mistrzostwa hrabstw północnych Anglii w biegach na 1000 jardów i 1 milę. W 1897 zdobył mistrzostwa Amateur Athletic Association w biegach na 1 milę i 10 mil. Rok później był członkiem zwycięskiej drużyny w mistrzostwach W. Brytanii w biegach przełajowych. W 1899 i 1900 zdobył mistrzostwo AAA w biegu na 880 jardów. Krótko przed igrzyskami olimpijskimi w 1900 w Paryżu Tysoe uzyskał najlepszy w tym roku wynik na świecie w biegu na 880 jardów – 1:57,8. Na Igrzyskach był faworytem biegu na 800 metrów i nie zawiódł, wygrywając z drugim na mecie Johnem Creganem ze Stanów Zjednoczonych o 3 jardy. Drugi złoty medal olimpijski Tysoe zdobył w drużynowym biegu na 5000 metrów jako członek drużyny mieszanej, w skład której wchodzili oprócz niego Brytyjczycy Charles Bennett (mistrz olimpijski na 1500 metrów), John Rimmer, Sidney Robinson i Australijczyk Stanley Rowley. Indywidualnie Tysoe był w tym biegu siódmy.
W 1901 Tysoe zmarł w wieku 27 lat na zapalenie opłucnej.

## Rekordy życiowe
źródło:
- 880 y – 1:55,6 s. (1897)
- 1000 y – 2:21,8 s. (1899)
- 1 mila – 4:24,2 s. (1898)
- 2 mile – 9:49,0 s. (1898)
- 3 mile – 15:18,0 s. (1898)
- 10 mil – 55:59,6 s. (1897)